# Cordeiro de Deus

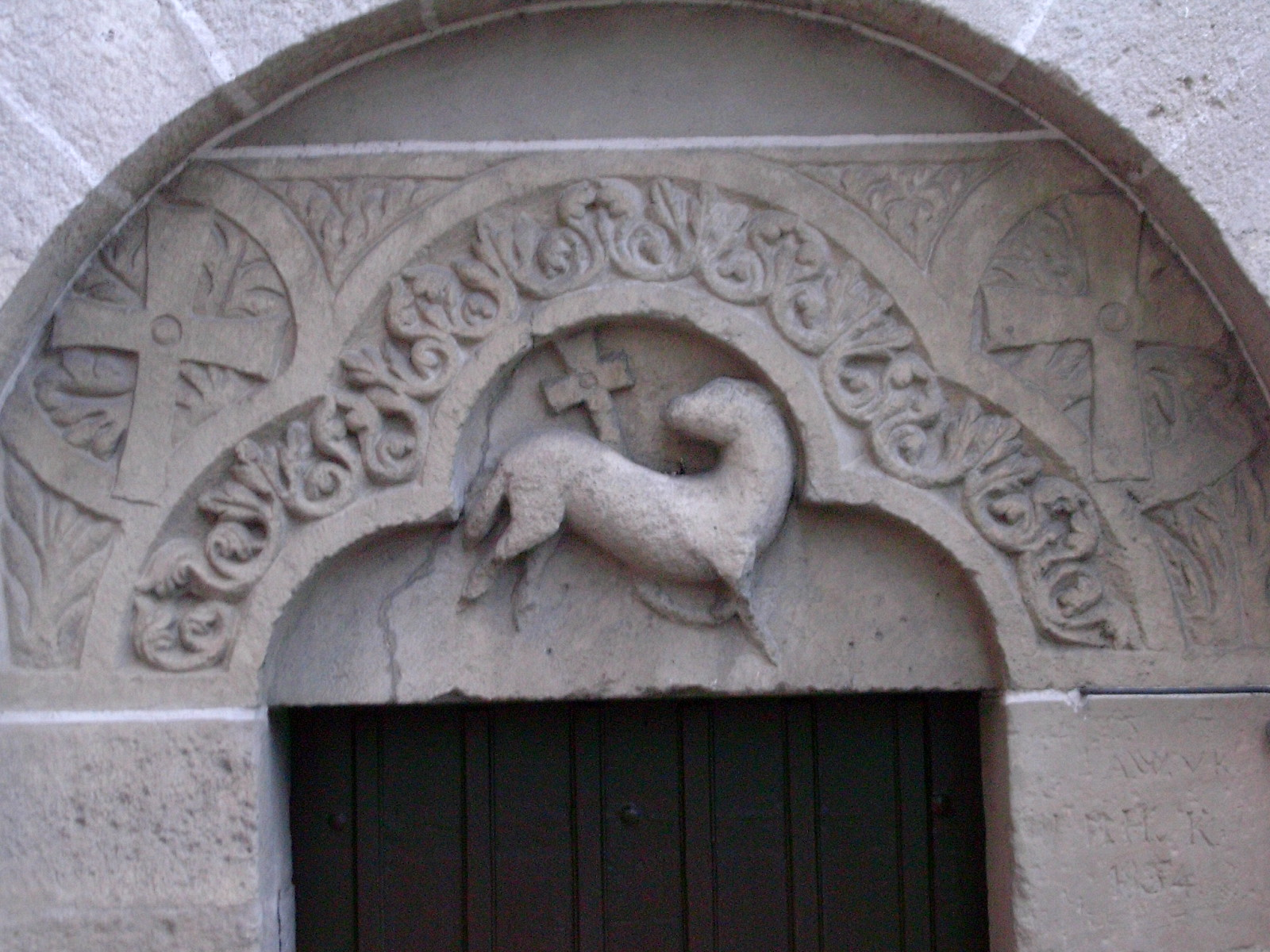
Representação Românica do Cordeiro de Deus na capela de St. Remigius

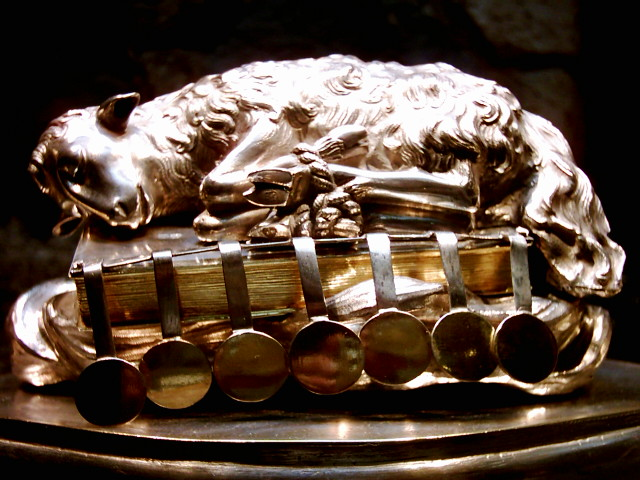
O Cordeiro de Deus sobre o Livro dos Sete Selos, obra de Johann Heinrich Rohr, em torno de 1775

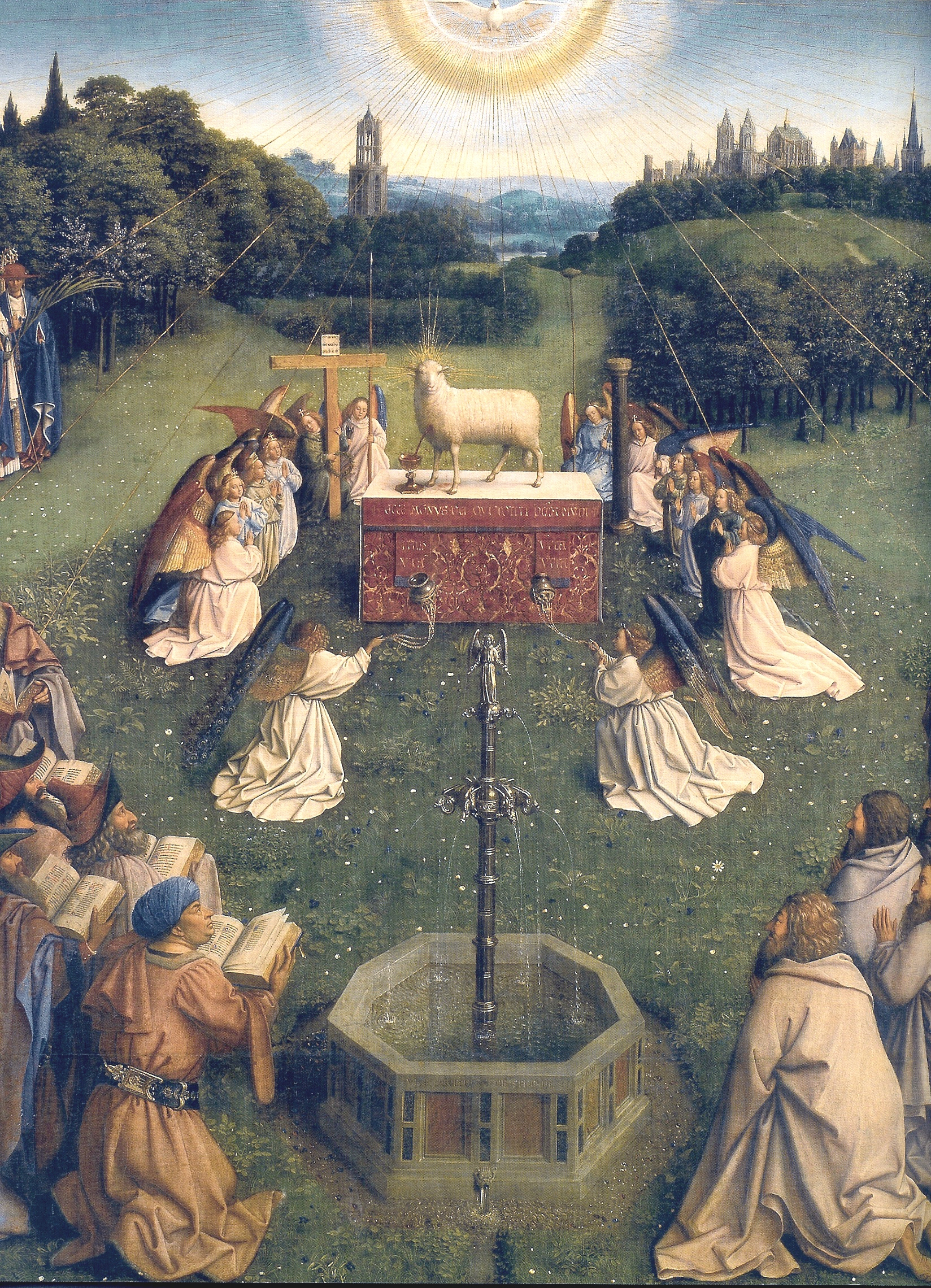
Jan van Eyck: A adoração do Cordeiro Místico

Cordeiro de Deus ou, em latim, Agnus Dei (também aportuguesado como ágnus-dei), é uma expressão utilizada no cristianismo para se referir a Jesus Cristo, identificado como o salvador da humanidade, ao ter sido sacrificado em resgate pelo pecado original. Na arte e na simbologia icónica cristã, é frequentemente representado por um cordeiro com uma cruz. A expressão aparece no Novo Testamento, principalmente no Evangelho de João, onde João Batista diz de Jesus: "Eis o Cordeiro de Deus, Aquele que tira o pecado do mundo" (João, 1:29).
Os hebreus ofereciam sacrifício de um cordeiro "puro, sem manchas e sem defeito" a Deus, para remissão dos pecados. O sacrifício de animais era frequente entre vários grupos étnicos, em várias partes do mundo. Na Bíblia é referido, por exemplo, o caso de Abraão que, para provar a sua fé em Deus teria de sacrificar o seu único filho, imolando-o e queimando-o numa pira de lenha, como era costume para os sacrifícios de animais - o relato bíblico refere, contudo, que Deus não permitiu tal execução. A morte de Jesus Cristo, considerado pelos cristãos como filho unigênito de Deus, tornaria estes sacrifícios desnecessários, já que sendo considerado perfeito, não tendo pecado e tendo nascido de uma virgem por graça do Espírito Santo, semelhante a Adão antes do pecado original, seria o sacrifício supremo, interpretado como o maior ato de amor de Deus para com a humanidade.
A interpretação desta expressão varia, contudo, consoante as doutrinas.

## Rito litúrgico

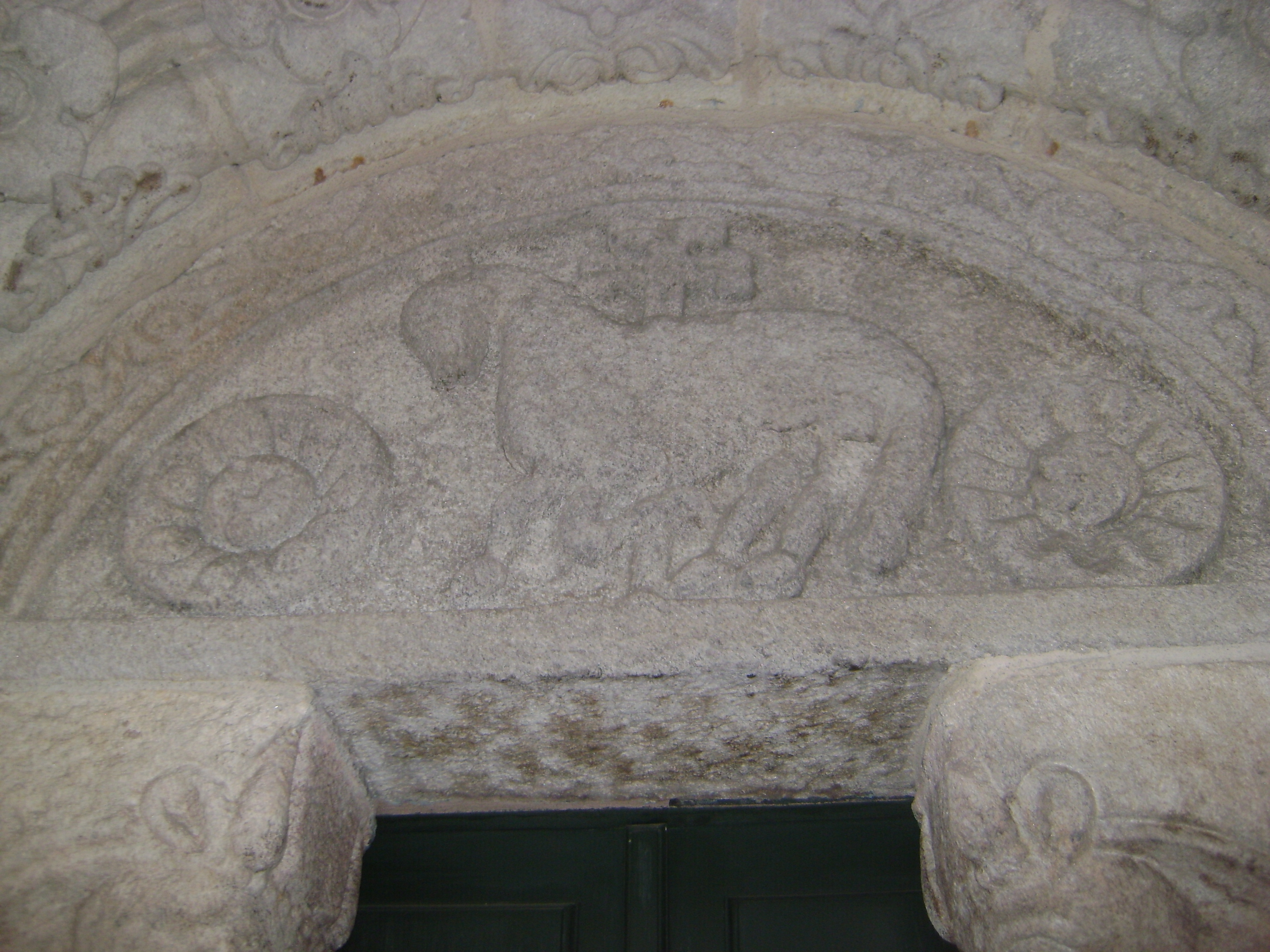
Representação do cordeiro de Deus na Igreja de Santiago, Corunha, Galiza, (Espanha).

Na liturgia católica e anglicana o Agnus Dei é recitado ou cantado durante o início a fração do pão eucarístico. Introduzida na missa pelo Papa Sérgio I (687-701) e baseada  em João 1: 29, a forma latina (com tradução) é:

Agnus Dei, qui tollis peccata mundi, miserere nobis.

Agnus Dei, qui tollis peccata mundi, miserere nobis.

Agnus Dei, qui tollis peccata mundi, dona nobis pacem.

Cordeiro de Deus, que tirais o pecado do mundo, tende piedade de nós.

Cordeiro de Deus, que tirais o pecado do mundo, tende piedade de nós.

Cordeiro de Deus, que tirais o pecado do mundo, dai-nos a paz.

Na música sacra, muitos compositores realizaram verdadeiras obras-primas para esta parte da missa.
Quando a missa é de réquiem, este trecho recita-se ou canta-se da seguinte forma:

Agnus Dei, qui tollis peccata mundi, dona eis requiem.

Agnus Dei, qui tollis peccata mundi, dona eis requiem.

Agnus Dei, qui tollis peccata mundi, dona eis requiem sempiternam.

Cordeiro de Deus que tirais o pecado do mundo, dá-lhes o descanso.

Cordeiro de Deus que tirais o pecado do mundo, dá-lhes o descanso.

Cordeiro de Deus que tirais o pecado do mundo, dá-lhes o descanso eterno.